# Autoportret (F 345)
Autoportret (F 345) (niderl. Zelfportret), (ang. Self-portrait) – tytuł obrazu olejnego (nr kat.: F 345, JH 1249) namalowanego przez Vincenta van Gogha wiosną 1887 podczas jego pobytu w Paryżu. Obraz znajduje się w zbiorach Art Institute of Chicago jako część Joseph Winterbotham Collection.

## Historia i opis
Autoportret Vincenta van Gogha jest typowy dla wielu jego dzieł powstałych w czasie, gdy mieszkał on ze swoim bratem, Theo w Paryżu w 1887 roku. W tym czasie Vincent poznał wielu współczesnych mu impresjonistów – artystów, którzy próbowali znaleźć nowe sposoby wyrażania siebie poprzez sztukę. Jednym z nich był Georges Seurat i zapoczątkowany przez niego styl zwany puentylizmem. Styl ten, polegający na budowaniu obrazu z kolorowych kropek, wywarł wpływ na ówczesne prace Van Gogha, który jednak wkrótce wypracował własny, odrębny styl. W jego autoportrecie uderza obfitość czerwonych i niebieskich kropek rojących się na ciemnozielonym tle oraz sposób, w jakim został oddany czerwono-brązowy kolor płaszcza – jako swoista mozaika niebiesko-zielonych, pomarańczowo-czerwonych i żółtych kropek. Jasna, ruda broda i żółto-brązowe włosy artysty zostały zbudowane z mocnych kolorów kładzionych oddzielnymi pociągnięciami pędzla, uzupełnionych muśnięciami niezmieszanych odcieni zieleni na brwiach, włosach i brodzie.
Kontrastujące kropki czystego koloru, zdaniem czołowych teoretyków puentylizmu, Charlesa Henry’ego i Charles’a Blanca wywołują rodzaj wizualnej paniki. Oko impulsywnie usiłuje mieszać różne odcienie i widzieć oddzielne punkty jako jednolitą powierzchnię. Działa tu w rzeczywistości zasada optycznego mieszania barw, wywołując dodatkowo poczucie ożywienia. Van Gogh w swoim autoportrecie tylko częściowo posłużył się techniką puentylizmu używając świetlistych kropek dla oddania kurtki i tła, ale nie własnej twarzy. Tym niemniej malowidło to – podobnie jak namalowany w tym samym czasie portret marszanda Aleksandra Reya były tymi pracami, w których artysta najbardziej zbliżył się do Seurata i założeń puentylizmu.
Nie wiadomo, co sam Van Gogh myślał o tej pracy. Często omawiał on bardzo szczegółowo wiele swoich prac w listach pisanych do Theo, jednak w czasie, gdy mieszkał z nim, wymiana korespondencji między nimi z oczywistych powodów ustała.
Po śmierci artysty obraz znalazł się w posiadaniu jego szwagierki, Johanny van Gogh-Bonger, która w 1912 sprzedała go poprzez Frankfurter Kunstverein Leonhardowi Tietzowi. Po śmierci Tietza obraz odziedziczył jego syn, Alfred Tietz, w którego rękach znajdował się on przynajmniej do roku 1930. Około 1935 obraz nabył Joseph Winterbotham z Burlington (Vermont), który w 1954 podarował go Art Institute of Chicago.